# Квиддич в России
Многие фанаты Гарри Поттера пытались адаптировать правила квиддича для маглов (так в книгах Джоан Роулинг называют простых людей, не владеющих колдовской силой). Существуют различные варианты правил «квиддича-без-мётел», но в России локальную популярность среди ролевиков Москвы, Санкт-Петербурга, Нижнего Новгорода, Брянска, Екатеринбурга получили правила, представляющие собой вариацию на тему гандбола. Загонщики используют теннисные ракетки, а снитчем служит теннисный мячик — при поддержке «операторов снитча».
Эти правила используются на ролевых играх живого действия по миру Гарри Поттера с 2004 года (с различными изменениями), а начиная с 2006 года по квиддичу начали проводиться самостоятельные чемпионаты. С тех пор квиддич в России значительно отдалился от исторического прародителя. Большинство игроков сегодняшних команд никогда не читало книг Джоан Роулинг о Гарри Поттере и рассматривает квиддич лишь как новый интересный для себя вид спорта: где больше вариативность развития событий, а игровых мячей целых три вида с совершенно различными игровыми функциями. В квиддичном сообществе всё чаще идут разговоры об изменении официального названия вида спорта.

## Правила российского квиддича
Как и в книжном квиддиче, в команде играют три охотника. В качестве квоффла используется баскетбольный мяч третьего (3) размера. Он меньше, чем обычный баскетбольный. Игра охотников примерно аналогична гандбольной, за важным исключением — в квиддиче нет ведения и ограничения на число шагов, что приводит к достаточно жесткому стилю игры в защите. Для соблюдения «духа правил» и принципа «квиддич — игра для всех» как минимум один из охотников в каждой команде обязательно должен быть девушкой.
Вратарь в квиддиче играет практически по тем же правилам, что и вратари в других видах спорта — он защищает минифутбольные ворота от ударов из-за пределов вратарской площадки, куда вражеские охотники не вправе заходить.
Роль загонщиков (их в команде двое) противоположна книжной — в книге загонщики защищают игроков своей команды от бладжеров, здесь загонщики атакуют соперников при помощи бладжеров (резиновых легких мячиков) и теннисных ракеток. Игрок, которого коснулся бладжер, обязан в течение 10 секунд простоять неподвижно. Загонщики могут держать бладжер в руках, но не более 3 секунд, после чего они обязаны совершить удар. Если загонщик не видит для себя подходящей цели, то это может быть удар в пол, после которого загонщик вновь возьмет мяч. От загонщиков требуется умение совершать резкие рывки и хорошее видение поля.
Начиная с Весеннего Кубка 2010 года, Комитет Капитанов Квиддичных Команд (4К) решил отойти от классической схемы игры с двумя бладжерами и добавить на поле третий. Добавлено это было в целях повышения динамичности игры и повышения шансов на победу для команд с более слабыми загонщиками.
Ловец, как и в книге, обязан поймать снитч. Правда, для того, чтобы придать смысл игре охотников, за снитч начисляется всего 50 очков. Снитч появляется на поле через 25 минут игры, а до этого ловец обычно помогает своим охотникам при игре в защите и загонщикам в борьбе за бладжеры. Судьи кидают снитч из-за границ поля, и ловец обязан поймать его, прежде чем снитч коснулся земли. Если одному из ловцов удалось — игра заканчивается, в противном случае — снитч отдается судьям для нового броска.
За нарушения правил команды, как и в книге, наказываются пенальти — охотник получает право на пробитие своеобразного «буллита» по воротам соперников. Впрочем, ничего не препятствует вражеским загонщикам его «выбить» (а своим загонщикам — защитить его и выбить вратаря). Также охотнику, пробивающему пенальти, обычно мешает вражеский ловец.

## Маггловский квиддич за рубежом
Зарубежный квиддич примерно на год моложе российского: зародился он в Миддлбери-колледже в 2005 году, а первый «кубок мира» (IQA World Cup) состоялся в 2007. Действительно мировым кубок стал в 2012 году, когда в нем приняли участие команды из США, Канады, Великобритании, Франции и Австралии.
На письме книжный и маггловский квиддич графически отличаются регистром первой буквы: Quidditch означает игру из книг Роулинг, а quidditch — маггловский квиддич.
Несмотря на одинаковые названия и общую идею, в частностях российский и зарубежный квиддич различаются весьма значительно. Самое основное (и заметное внешне) отличие состоит в том, что за рубежом игроки должны в процессе игры постоянно удерживать между ног метлу, тогда как в российском квиддиче с самого его основания от метел отказались. Остальные отличия приведены в таблице.
| Аспект игры                        | Российский квиддич                                                                                     | Зарубежный квиддич |
| ---------------------------------- | --- | --- |
| Форма поля                         | Прямоугольное                                                                                          | Эллиптическое |
| Ворота/кольца                      | Гандбольные ворота (Центральный регион) или три кольца (Урал), центральное висит выше или ниже крайних | Три кольца, находящиеся на высоте 1, 1.4 и 2 метра соответственно, между держащими столбиками 2.34 метра                                                                             |
| Снитч                              | Теннисный мячик, бросаемый с края поля судьей — оператором снитча после 25 минут игры                  | Теннисный мячик, находящийся в носке, заткнутом за пояс оператора снитча. После начала матча он начинает убегать от ловцов                                                           |
| Очки за поимку снитча              | 50 очков                                                                                               | 30 очков |
| Внешние признаки игроков           | Ловец — желтая повязка, загонщики — ракетки в руках                                                    | У всех игроков головные повязки: ловец — желтая, вратарь — зеленая, охотники — белая, загонщики — черная                                                                             |
| Бладжер                            | Мягкий тренировочный мячик для тенниса, примерно 10 см в диаметре                                      | Специальный мяч для игры «вышибалы» |
| Поражение бладжером                | Опустить на землю мяч в руках, встать на месте, досчитать до 10                                        | Опустить на землю мяч в руках, добежать до своей штрафной площадки, коснуться любого кольца                                                                                          |
| Поражаемость бладжером             | Поражаемы все игроки, вне зависимости от того, кто произвел удар бладжером                             | Непоражаем вратарь в своей штрафной площадке. Не засчитываются попадания бладжера от собственных игроков.                                                                            |
| Предупреждение                     | Пробивается штрафной удар                                                                              | Команда 1 минуту играет в меньшинстве |
| Удаление                           | За 5 нарушений. Игрок удаляется с площадки до конца игры                                               | За 2 нарушения. Команда 2 минуты играет в меньшинстве, игрок удаляется с площадки до конца игры                                                                                      |
| Численность команды                | 7 человек на поле, до 15 (в редких случаях до 16) в команде                                            | 7 человек на поле, до 21 в команде |
| Гендерные правила                  | В команде в любой момент времени на поле может играть не более двух охотников-мужчин                   | В команде в процессе игры должно быть не более четырех игроков одного и того же гендера (гендер определяется по самоидентификации и может не совпадать с биологическим полом игрока) |
| Физические ограничения для игроков | Только для ловца (рост не более 175 см, масса не более 65 кг, сумма роста и массы не более 235.)       | Нет |

## Чемпионаты
Основное квиддичное событие — чемпионат, который проводится два раза в год (в декабре и апреле). Декабрьский чемпионат по традиции проводится ближе к Москве, а апрельский — ближе к Санкт-Петербургу. Чаще всего в чемпионате принимают участие восемь команд (впрочем, иногда их меньше). Чемпионат обычно занимает выходные: в первый день команды играют внутри группы, а во второй день происходит плей-офф, начиная со стадии четвертьфинала.
Победителям вручаются кубок и медали, кроме того, вручаются также медали за второе и третье места. Помимо командных, вручаются также индивидуальные награды — MVP, лучшим в амплуа, лучшему в защите и т. д.
Чемпионат финансируется за счет взносов команд.

## Кубки Вызова
Помимо основных чемпионатов, время от времени проводятся также Кубки Вызова. Кубки Вызова предназначены для новичков, или для тех, кто редко тренируется. В Кубках Вызова установлен лимит на игроков-мужчин, которые за последний год выступали в основных чемпионатах — не более двух, причем, обычно к ним предъявлялось требование смены амплуа.
Основной целью Кубка Вызова является продвижение квиддича, помощь в формировании новых команд, которые позже могли бы принять участие в чемпионатах.
Кубок Вызова проводится по принципам минимизации расходов и сил, требуемых для участия: соревнования проводятся в один день, а не в два, как с большими чемпионатами, следовательно, сокращаются расходы на аренду зала, поселение и т. д.

## Комитет Капитанов Квиддичных Команд
Основным органов в квиддиче является Комитет Капитанов Квиддичных Команд (сокращенно — Комитет Капитанов, или 4К). Правом голоса в Комитете Капитанов обладают представители всех команд, которые приняли участие в последнем чемпионате. Совещательный голос имеют часть судей и организаторов, иногда временный совещательный голос имеют капитаны команд Кубка Вызова.
Комитет Капитанов вносит изменения в правила квиддича и принимает решения по другим важным для квиддича вопросам, в том числе назначает главного судью. Считается, что Комитет Капитанов обладает всей полнотой власти между чемпионатами, где власть передается, соответственно, организаторам чемпионата и судьям. Комитет Капитанов практически никогда не заседает очно; все вопросы обсуждаются и решаются через Интернет.

## Квиддич. Ру
Основные ресурсы в сети Интернет, посвященные квиддичу — Квиддич. Ру Архивная копия от 19 октября 2008 на Wayback Machine и Сообщество в ЖЖ Архивная копия от 3 апреля 2009 на Wayback Machine. Также ведётся блог на самом популярном спортивном сайте страны — Спортс.ру Архивная копия от 14 декабря 2013 на Wayback Machine.
На сайте Квиддич. Ру Архивная копия от 19 октября 2008 на Wayback Machine можно найти актуальную версию правил, организационную информацию по ближайшим событиям, фотографии, статистику и т. д.
В сообществе публикуются актуальные объявления о тренировках, обсуждения правил и изменений в них, решения Комитета Капитанов, а также живо и горячо обсуждаются прошедшие и предстоящие события.

## Тренировки
Между чемпионатами основная активность в квиддиче сосредоточена на общих тренировках Архивная копия от 14 декабря 2009 на Wayback Machine, которые проводятся в Москве и Санкт-Петербурге еженедельно (с перерывом на лето). На тренировках всегда рады новичкам.

## История чемпионатов
Первый чемпионат был проведен под Санкт-Петербургом (Токсово), весной 2006 года. В чемпионате участвовало шесть команд, игравших по системе «каждый с каждым». Результаты:
1. «Стретсморские Сороки» (Москва)
2. «Осмингтонские Осы» (Москва)
3. «Соколы Сеннена» (Санкт-Петербург)

Второй чемпионат прошел в Москве, весной 2007 года. Кол-во команд возросло до восьми, был введен групповой турнир (2 группы по 4 команды) и плей-офф.
1. «Осмингтонские Осы» (Москва)
2. «Палящие Пушки» (Москва)
3. «Стретсморские Сороки» (Москва)

Третий чемпионат прошел в подмосковном Ступино, в декабре 2007 года. Участвующие команды не изменились.
1. «Стретсморские Сороки» (Москва)
2. «Палящие Пушки» (Москва)
3. «Катапульты Керфильи» (Москва)

Четвёртый чемпионат прошел в Санкт-Петербурге в апреле 2008 года. Стретсморские Сороки и ещё две команды от участия в чемпионате отказались, а команда Гордость Феникса была сформирована большей частью из практически распавшейся команды Осмингтонские Осы. Таким образом в чемпионате приняло участие 5 команд, объединенных в одну группу, плюс плей-офф. Результаты чемпионата:
1. «Дружная Лужа» (Санкт-Петербург)
2. «Катапульты Керфильи» (Москва)
3. «Гордость Феникса» (Москва)

Пятый чемпионат прошел в декабре 2008 года под Обнинском. Стретсморские Сороки снова участвовали, таким образом, в чемпионате играло 6 команд. Сначала был проведен групповой турнир «каждый с каждым», после этого — плей-офф. Победители чемпионата:
1. «Гордость Феникса» (Москва)
2. «Катапульты Керфильи» (Москва)
3. «Палящие Пушки» (Москва)

Матч за пятое место между «Лужей» и «Сороками» ознаменовался прецедентом, не имеющим аналогов в мировом спорте: игроки команд на время матча поменялись формами, именами и даже группами поддержки.
Шестой чемпионат состоялся 4—5 апреля 2009 года под Санкт-Петербургом (Токсово). В нём играли все те же команды, что и на предыдущем, пятом чемпионате, плюс команда «Гродзиские Гоблины», незадолго до этого игравшая на Кубке Вызова. Результаты чемпионата:
1. «Гордость Феникса» (Москва)
2. «Соколы Сеннена» (Санкт-Петербург)
3. «Палящие Пушки» (Москва)

Седьмой чемпионат состоялся 5—6 декабря в г. Балабаново (под Обнинском). Были заявлены 8 команд: 7 старых, плюс «Трансильванские Твари», игравшие до этого на Кубке Вызова. Команды были разбиты на 2 группы, в группах проводились встречи «каждый с каждым», по результатам которых была составлена сетка плей-офф. Результаты чемпионата:
1. «Гордость Феникса» (Москва)
2. «Соколы Сеннена» (Санкт-Петербург)
3. «Палящие Пушки» (Москва)

Таким образом, «Гордость Феникса» стала первой за всю историю квиддича командой, которая завоевала золото в трех чемпионатах подряд.
Восьмой чемпионат России состоялся 3—4 апреля 2010 года в Великом Новгороде. В нём приняло участие восемь команд (минус «Стретсморские Сороки», плюс «Кенмарские Коршуны»). Результаты чемпионата:
1. «Катапульты Керфильи» (Москва)
2. «Гордость Феникса» (Москва)
3. «Палящие Пушки» (Москва)

Этот чемпионат был первым за всю историю квиддича, в котором финальная игра закончилась вничью. Победителем стала команда, поймавшая снитч.
Девятый чемпионат проходил 4—5 декабря 2010 года в Москве. В нём снова участвовало 8 команд, «Трансильванские Твари» на этот раз не участвовали (игроки пошли легионерами в другие команды), зато впервые за три года в чемпионате участвовала команда не из Москвы и не из Санкт-Петербурга — «Троицкие Ирисы». Первая четверка полностью повторилась по образцу пятого чемпионата, даже команда, проигравшая в матче за третье место, была та же («Соколы Сеннена»).
1. «Гордость Феникса» (Москва)
2. «Катапульты Керфильи» (Москва)
3. «Палящие Пушки» (Москва)

Юбилейный десятый чемпионат прошел 9—10 апреля 2011 года в Токсово под Санкт-Петербургом. Участвующие команды не изменились: «Гордость Феникса», «Палящие Пушки», «Катапульты Керфильи» и «Соколы Сеннена» были распределены в одну группу, «Кенмарские Коршуны», «Дружная Лужа», «Троицкие Ирисы» и «Гродзиские Гоблины» — в другую. Команды играли в группах каждая с каждой, после этого был плей-офф. Результаты:
1. «Палящие Пушки» (Москва)
2. «Гордость Феникса» (Москва)
3. «Дружная Лужа» (Санкт-Петербург)

Во время группового турнира состоялся самый долгий за всю историю квиддича матч — «Гордость Феникса» — «Соколы Сеннена». У Фениксов был удален ловец, и они не могли закончить матч, а Соколы не смогли сократить разрыв в счете. В итоге при счете 780—470 в пользу «Гордости Феникса» матч, длившийся к тому моменту уже около двух с половиной часов, был остановлен оргкомитетом, и командам была присуждена ничья. Из-за продолжительности этого матча пришлось сокращать перерывы между всеми остальными, а некоторые были перенесены на следующий день. К следующему чемпионату для предотвращения подобных случаев была установлена предельная продолжительность игры 45 минут.
Одиннадцатый чемпионат прошел 26—27 ноября 2011 года в подмосковном Пущино. В чемпионате принимало участие семь команд, «Троицкие Ирисы» не участвовали. На этом чемпионате впервые за свою историю в плей-офф вышла команда «Гродзиские Гоблины». Примечательно также, что «Катапульты Керфильи» снова, как и на восьмом чемпионате, сыграли с «Гордостью Феникса» в плей-офф вничью и вышли в финал, поймав снитч. Результаты:
1. «Палящие Пушки» (Москва)
2. «Катапульты Керфильи» (Москва)
3. «Гордость Феникса» (Москва)

Двенадцатый чемпионат состоялся 7—8 апреля 2012 г. под г. Сосново (Ленинградская область). Состав команд не изменился с прошлого чемпионата. Результаты:
1. «Палящие Пушки» (Москва)
2. «Гордость Феникса» (Москва)
3. «Катапульты Керфильи» (Москва)

Тринадцатый чемпионат прошел 1—2 декабря 2012 г. в Пущино. Участвующие команды не изменились: «Гордость Феникса», «Палящие Пушки», «Соколы Сеннена», «Гродсизские Гоблины», «Катапульты Керфильи», «Дружная Лужа» и «Кенмарские Коршуны». В матче за 3 место «Соколы» победили «Гоблинов». Матч за первое место между «Фениксами» и «Пушками» был перенесен из-за полученной в полуфинале тяжелой травмы единственной охотницы «Фениксов». Финал был сыгран лишь 24 марта, за две недели до следующего чемпионата. Заботясь о здоровье охотницы, «Пушки» выдвинули ультиматум: если она выходит на поле, они прекращают игру и отдают победу «Фениксам». В итоге «Фениксы» играли без охотницы, и «Палящие Пушки» побили предыдущий рекорд, став чемпионами 4 раза подряд.
Результаты чемпионата:
1. «Палящие Пушки» (Москва)
2. «Гордость Феникса» (Москва)
3. «Соколы Сеннена» (Санкт-Петербург)

Четырнадцатый чемпионат прошел 6—7 апреля 2013 г. в г. Токсово (Ленинградская область). В нём участвовали 6 команд (те же, что в прошлый раз, кроме «Палящих Пушек». Это был первый чемпионат, в котором команда «Кенмарские Коршуны» завоевала медали, и первый, в которых команда «Гордость Феникса» из-за отсутствия нескольких ключевых игроков осталась без медалей вообще, снова, как и полтора года назад, сыграв вничью с «Катапультами Керфильи» и проиграв из-за того, что «Катапульты» поймали снитч.
1. «Кенмарские Коршуны» (Москва)
2. «Соколы Сеннена» (Санкт-Петербург)
3. «Катапульты Керфильи» (Москва)

Пятнадцатый, юбилейный, чемпионат прошел 30 ноября — 1 декабря 2013 года в Пущино. На чемпионат вернулись «Палящие Пушки», а команда «Дружная Лужа» была расформирована, и на её основе была создана новая — «Северные Сапсаны». В этом чемпионате впервые за всю историю «Соколы Сеннена», наконец, взошли на первую ступень пьедестала, «Палящие Пушки» впервые за пять с половиной лет после первого дня турнира имели реальные шансы не попасть в плей-офф вообще, а «Гордость Феникса» продолжила неудачную для себя традицию — играть в плей-офф вничью, отдавая соперникам победу из-за упущенного снитча. Нельзя не отметить, что впервые с апреля 2008 кубок покинул Москву и отправился в Санкт-Петербург. Результаты турнира:
1. «Соколы Сеннена» (Санкт-Петербург)
2. «Кенмарские Коршуны» (Москва)
3. «Палящие Пушки» (Москва)

Шестнадцатый чемпионат пошел 5—6 апреля 2014 года в Сосново под Санкт-Петербургом. «Палящие Пушки» продолжили традицию не приезжать на питерские чемпионаты, и число участников равнялось шести — «Фениксы», «Соколы», «Гоблины», «Сапсаны», «Катапульты» и «Коршуны». Кроме того, межсезонье ознаменовалось переходом нескольких ведущих игроков различных команд в другие. Результаты турнира
1. «Гордость Феникса» (Москва)
2. «Соколы Сеннена» (Санкт-Петербург)
3. «Кенмарские Коршуны» (Москва)

Семнадцатый чемпионат прошел 6—7 декабря 2014 года в Пущино. В нем участвовали «Палящие Пушки», зато «Гродзиские Гоблины» не приехали, а их основные игроки пошли легионерами в каждую из других команд. Очень короткая скамейка запасных и травма одного из охотников привела к тому, что «Палящие Пушки» впервые в своей истории остались без медалей, проиграв в матче за бронзу «Кенмарским Коршунам».
Результаты турнира
1. «Соколы Сеннена» (Санкт-Петербург)
2. «Гордость Феникса» (Москва)
3. «Кенмарские Коршуны» (Москва)

Восемнадцатый чемпионат (5 апреля 2015 года) нарушил несколько квиддичных традиций. На него заявились всего 4 команды (Фениксы, Коршуны, Гоблины и Катапульты). С учетом того, что все они московские (или преимущественно московские), было решено провести чемпионат не в Ленинградской области, как все предыдущие весенние чемпионаты (кроме 8-го, новгородского), а в Москве. Малое количество команд также позволило сыграть все матчи в один день, а не в два, даже с учетом того, что игрался круговой турнир (каждый с каждым), а потом плей-офф. Игроки из незаявленных команд пошли легионерами в другие команды. Результаты турнира:
1. «Гордость Феникса» (Москва)
2. «Кенмарские Коршуны» (Москва)
3. «Катапульты Керфильи» (Москва)

После 18го чемпионата активность квиддича сошла на нет, и с апреля 2015 до 4 декабря 2021 квиддичные чемпионаты России не проводились. Однако 6 с половиной лет спустя некоторые старые команды собрались снова.
Эмблемой девятнадцатого чемпионата была зомби-стюардесса (отсылка к известному непристойному анекдота про "раскопали стюардессу"), нарисованная в стиле компьютерной игры Plants vs Zombies. Неофициально чемпионат носил шутливую кличку "Птичий базар", потому что все играющие команды носили птичьи имена: "Соколы Сеннена", "Стресморские Сороки", "Кенмарские Коршуны" и "Гордость Феникса". Пьедестал полностью повторил 17-й чемпионат:
1. «Соколы Сеннена» (Санкт-Петербург)
2. «Гордость Феникса» (Москва)
3. «Кенмарские Коршуны» (Москва)

Итоговая таблица
| Команда              | Золото | Серебро | Бронза |
| Гордость Феникса     | 7      | 7       | 3      |
| Палящие Пушки        | 4      | 2       | 6      |
| Соколы Сеннена       | 3      | 4       | 2      |
| Катапульты Керфильи  | 1      | 4       | 4      |
| Кенмарские Коршуны   | 1      | 2       | 3      |
| Стретсморские Сороки | 2      | 0       | 1      |
| Осмингтонские Осы    | 1      | 1       | 0      |
| Дружная Лужа         | 1      | 0       | 1      |
| -------------------- | ------ | ------- | ------ |

## История других событий
1 марта 2009 в Санкт-Петербурге прошел Кубок Вызова. Приняло участие 8 команд, разбитых на 2 группы. Кубок прошел по системе «каждый с каждым» в группах, плюс финал. Победитель Кубка, команда «Гарпии Гервена» примечательна тем, что в ней играли только девушки. Результаты кубка:
1. «Гарпии Гервена» (Москва — Санкт-Петербург)
2. «Трансильванские Твари» (Москва — Санкт-Петербург)
3. «Солнечные лучи Сумбаванга» (Москва — Санкт-Петербург)

6 марта 2010 года в подмосковном Троицке состоялся второй Кубок Вызова, который проводился по тем же принципам, что и первый год назад. Из игравших на первом Кубке команд остались только Российские Железнодорожники и Кенмарские Коршуны, добавились три новых команды, в том числе одна из Троицка. Результаты Кубка:
1. «Российские Железнодорожники» (Москва)
2. «Кенмарские Коршуны» (Москва)
3. «Питерские Пингвины» (Санкт-Петербург)

По результатам Кубка «Кенмарские Коршуны» и «Троицкие Ирисы» приняли решение участвовать в основных чемпионатах России по квиддичу
12 марта 2011 года в Санкт-Петербурге состоялся третий Кубок Вызова. И вновь в турнире приняла участие лишь одна команда, игравшая ранее. И вновь этой командой стали «Российские Железнодорожники». Также в турнире приняли участие ещё две московские команды, две команды из Петергофа и сборная команда судей основных чемпионатов страны. Результаты Кубка:
1. «Российские Железнодорожники» (Москва)
2. «Горячие головы» (Москва) /команда создана на базе Механико-Математического факультета МГУ им. М. В. Ломоносова/
3. «Петергофские Пролетарии» (Петергоф — Санкт-Петербург)

25 февраля 2012 года в Москве прошел четвёртый Кубок Вызова. Из всех команд, участвовавших в прошлых Кубках, в нём приняла участие только команда «РЖД», все остальные были новыми. Результаты Кубка:
1. «Российские Железнодорожники» (Москва)
2. «Барабаки Юнайтед» (Троицк)
3. «Торнадо Татшилла» (Москва)

Кроме Кубков Вызова, в 2011 году прошли ещё два представительных турнира «Кубок Южного Лондона» и «Кубок Северного Бутово» с участием основных квиддичных команд г. Москвы. Оба турнира выиграла команда «Катапульты Керфильи».
В 2012 году прошёл второй «Кубок Южного Лондона». Его победителем стала команда «Юные митяевцы», собранная из числа игроков «Гродзиских Гоблинов», «Соколов Сеннена» и «Палящих Пушек».
Также 2012 год был отмечен проведением чемпионата по квиддичу Казахстана, прошедшего в рамках конвента «КазКон»
Кубок Вызова 2014 (чемпионат среди новичков) состоялся 16 февраля 2014 г. в г. Москва. В кубке принимали участие вновь собранные «Гарпии Гервена» и «Стретсморские сороки», команда из одних ловцов основных чемпионатов — «Маленькие монстры», и новая команда «Самураи Саитама». Из старых участников — «РЖД» и «Торнадо Татшилла». Результаты Кубка:
- «Гарпии Гервена» (Москва — Санкт-Петербург)
- «Торнадо Татшилла» (Москва)
- «Самураи Саитама» (Москва)

В 2019 году прошел еще один Кубок Вызова, где игроки разделились на команды, соответствующие факультетам Хогвартса. Результаты кубка:
Следующий Кубок Вызова состоялся 18 июля 2021 года в Москве. В нем участвовали команды Рейвенкло, Гриффиндор и Хаффлпафф. Победителем группового турнира стал Хаффлпафф, обыграв обоих соперников, в финале они играли с Рейвенкло, и победа была за последними. После кубка состоялся шоу-матч сборной звезд против команды "Кенмарские Коршуны" (единственной, которая на тот момент могла собраться в полном составе), в упорной борьбе звезды одержали победу.
Следующий Кубок Вызова прошел 30 июня 2024 года в Москве. В нем состязались три команды: "Пушистая Змея", "Совята" и "Внутренний огонь", занявшие места именно в таком порядке, после чего состоялся матч звезд, условно названный матчем "Фениксов" и "Коршунов", в котором победили первые.